# Petra Trautmann
Pour les articles homonymes, voir Trautmann.
Melitta Margot Edelgard « Petra » Trautmann (née le 21 mai 1921 à Potsdam, morte le 9 mars 1967 à Johannesbourg) est une actrice allemande.

## Biographie
Melitta Trautmann est la fille du capitaine de police Otto Trautmann et de son épouse Margarete Kurze. Elle est élève du conservatoire du Deutsches Theater de Berlin pendant deux ans. Au printemps 1940, elle est engagée comme "dame de salon de la jeunesse" au Theater in der Behrenstraße puis pour la saison 1941-1942 à la Komödienhaus de Berlin et pour la saison 1942-1943 au Kleines Theater Unter den Linden.
En 1942, l'artiste brune apparaît pour la première fois devant la caméra lors du tournage du film Fahrt ins Abenteuer. En 1943, Petra Trautmann épouse le scénariste et réalisateur Géza von Cziffra, sous la direction duquel elle joue dans la revue Rêve blanc. L'année suivante, leur fille naît.
Après la fin de la Seconde Guerre mondiale, Petra Trautmann est régulièrement choisie par son mari dans ses productions. La plupart du temps, elle reste fidèle à son rôle et incarne les dames d'une société de classe supérieure. Elle paraît pour la dernière fois en 1950 dans la comédie policière Der Mann, der sich selber sucht.
Après le divorce avec Géza von Cziffra, Petra Trautmann épouse le Viennois Eduard Geiger, directeur du cabaret Wiener Werkel dans les années 1950. De cette union naît un fils. L'ancienne actrice émigre avec sa famille en Afrique du Sud, où Eduard Geiger dirige une entreprise.

## Filmographie
- 1943 : Fahrt ins Abenteuer
- 1943 : Les femmes ne sont pas des anges
- 1943 : Rêve blanc
- 1946 : Glaube an mich
- 1948 : Les anges sont partout (de)
- 1948 : La Reine de la route
- 1949 : Valse céleste
- 1949 : Amour d'enfer (de)
- 1950 : Großstadtnacht (de)
- 1950 : Der Mann, der sich selber sucht (de)